# Orzełek nowogwinejski
Orzełek nowogwinejski (Hieraaetus weiskei) – gatunek ptaka z rodziny jastrzębiowatych (Accipitridae). Występuje na Nowej Gwinei i niektórych wyspach archipelagu Moluków (Indonezja). Zamieszkuje lasy tropikalne i subtropikalne położone na obszarach nizinnych bądź na większych wysokościach. Dawniej uważany za podgatunek orzełka australijskiego (Hieraaetus morphnoides), obecnie taksonomiści wydzielają go do rangi osobnego gatunku.
Długość 38–48 cm; rozpiętość skrzydeł 112–126 cm, masa ciała jednego zważonego samca wynosiła 483 g. 
Status
Międzynarodowa Unia Ochrony Przyrody (IUCN) uznaje orzełka nowogwinejskiego za gatunek najmniejszej troski (LC – least concern) nieprzerwanie od 2006 roku, kiedy to po raz pierwszy został sklasyfikowany jako osobny gatunek. Trend liczebności populacji uznaje się za spadkowy.